# 日吉 (新城市)
日吉（ひよし）は、愛知県新城市の地名。

## 地理

### 河川・池沼
- 豊川
- 大入川

### 交通
- 愛知県道69号豊橋乗本線
- 愛知県道392号新城引佐線
- 愛知県道443号富岡大海線

### 施設
- 新城市老人福祉センター
- 日吉神社
- 日吉神社
- 新城市鳥原児童館
- 大入遺跡
- 豊川用水東西分水工

## 歴史

### 地名の由来
塩沢村および鳥原村に共通して日吉神社があったことによる。

### 沿革
- 1878年（明治11年） - 八名郡塩沢村・鳥原村が合併し、同郡日吉村が成立する[1]。
- 1889年（明治22年） - 日吉村大字日吉となる[1]。
- 1906年（明治39年） - 舟着村大字日吉となる[1]。
- 1955年（昭和30年） - 新城町大字日吉となる[1]。
- 1958年（昭和33年） - 新城市大字日吉となる[1]。

### WEB
1. ↑  “読み仮名データの促音・拗音を小書きで表記するもの(zip形式) 愛知県” (zip).   日本郵便 (2024年2月29日). 2024年3月26日閲覧。
2. ↑  “市外局番の一覧” (PDF).   総務省 (2022年3月1日). 2022年3月22日閲覧。
3. ↑  “ナンバープレートについて”.   一般社団法人愛知県自動車会議所. 2024年1月21日閲覧。

### 書籍
1. 1 2 3 4 5 6  「角川日本地名大辞典」編纂委員会 1989, p. 1138.